# Augvald
Augvald también Ogvald Rugalfsson (nórdico antiguo Ögvaldr) fue un caudillo vikingo semi-legendario que aparece en las sagas nórdicas, rey del reino de Hordaland y con residencia de la corte en Karmøy, al sur de Noruega. Avaldsnes situado en la isla de Karmøy, lleva su nombre.
El rey Augvald aparece en Flateyjarbók, en la saga de Olav Tryggvason, y también en Hálfs saga ok Hálfsrekka. Augvald en un personaje de la Historia Rerum Norvegicarum y recurrente en otros trabajos del islandés, Thormodus Torfæus.
Según las sagas, el rey Augvald era hijo de Rognvald, hijo de Rugalf, hijo de Gard Agdi que a su vez era hijo del legendario Nór de Götaland, quien dio el nombre a Noruega. Augvald en un principio gobernó un área entre Hjelmeland y Fyresdal y era un afamado vikingo muy propenso a las incursiones en el extranjero, amasando una gran fortuna y considerado un gran conquistador. 
Augvald tuvo muchas hijas, dos de las cuales eran guerreras skjøldmøy, que lucharon junto a su padre en algunas batallas que le proporcionaron más territorios. En ese momento fue cuando ubicó su corte en Karmøy, la isla más grande de Ryfylke. La leyenda cita que Augvald adoraba a una vaca sagrada y bebía su leche para ganar poder. 
Augvald luchó contra el rey Ferking por la soberanía de Karmøy. Augvald visitó Ferkingstad para un banquete y sacrificio ritual acompañado de sus dos hijas guerreras. Los dos reyes tuvieron una refriega y como resultado Augvald reunió a sus hombres y regresó a su reino, las hijas se quedaron prisioneras en Ferkingstad. A partir de entonces los dos reyes se juraron mutua enemistad.
Por su lado Ferking decidió desplazarse hacia el norte con su ejército, pero no llegó más allá de Skeie, donde Augvald le estaba esperando. La última batalla entre los dos reyes tuvo lugar en un campo a 500 metros de Stava, Ferkingstad; fue una feroz batalla donde murieron muchos hombres y el rey Augvald fue mortalmente herido. Cuando sus hijas guerreras vieron morir a su padre, saltaron al río y murieron ahogadas. 
Augvald tuvo un nieto de su hijo Ingjaldur Ögvaldsson (c. 550), llamado Jøsur, quien sería rey de Rogaland y parte de Hordaland.
Otra leyenda menciona que cuando el rey Olav Tryggvason llegó a Karmøy, encontró dos montículos revueltos que dejaban a la vista unos huesos; en el interior se encontraron los huesos de un hombre en uno y los de una vaca en el otro.